# Conseil national des ingénieurs français
Cet article court présente un sujet plus développé dans : Ingénieurs et scientifiques de France.
Le Conseil national des ingénieurs français (CNIF) est un organisme créé en 1957 qui a fusionné en 1992 avec la Société des ingénieurs et scientifiques de France (ISF) et la Fédération des associations et sociétés françaises d'ingénieurs diplômés (FASFID) pour donner naissance au Conseil national des ingénieurs et scientifiques de France (CNISF).